# Transports dans l'Indre
Les transports dans le département français de l'Indre sont principalement organisés autour de l'axe Paris-Orléans-Limoges-Toulouse, parcouru par l'autoroute A20 et la ligne des Aubrais - Orléans à Montauban-Ville-Bourbon. Cet axe est considéré comme vital par les régions rurales qu'il traverse, au faible dynamisme économique et démographique, ce qui a poussé l'État à assurer la gratuité de l'autoroute A20 et à investir lourdement sur la ligne ferroviaire.
Hormis cet axe, il n'existe pas d'infrastructure lourde de transport : les autres lignes ferroviaires ont fermé les unes après les autres, et les anciennes routes nationales 143 et 151 (devenues départementales) traversent toujours la plupart des agglomérations, contribuant au sentiment d'isolement dont souffrent des petites villes comme Le Blanc ou La Châtre.

## Transport routier

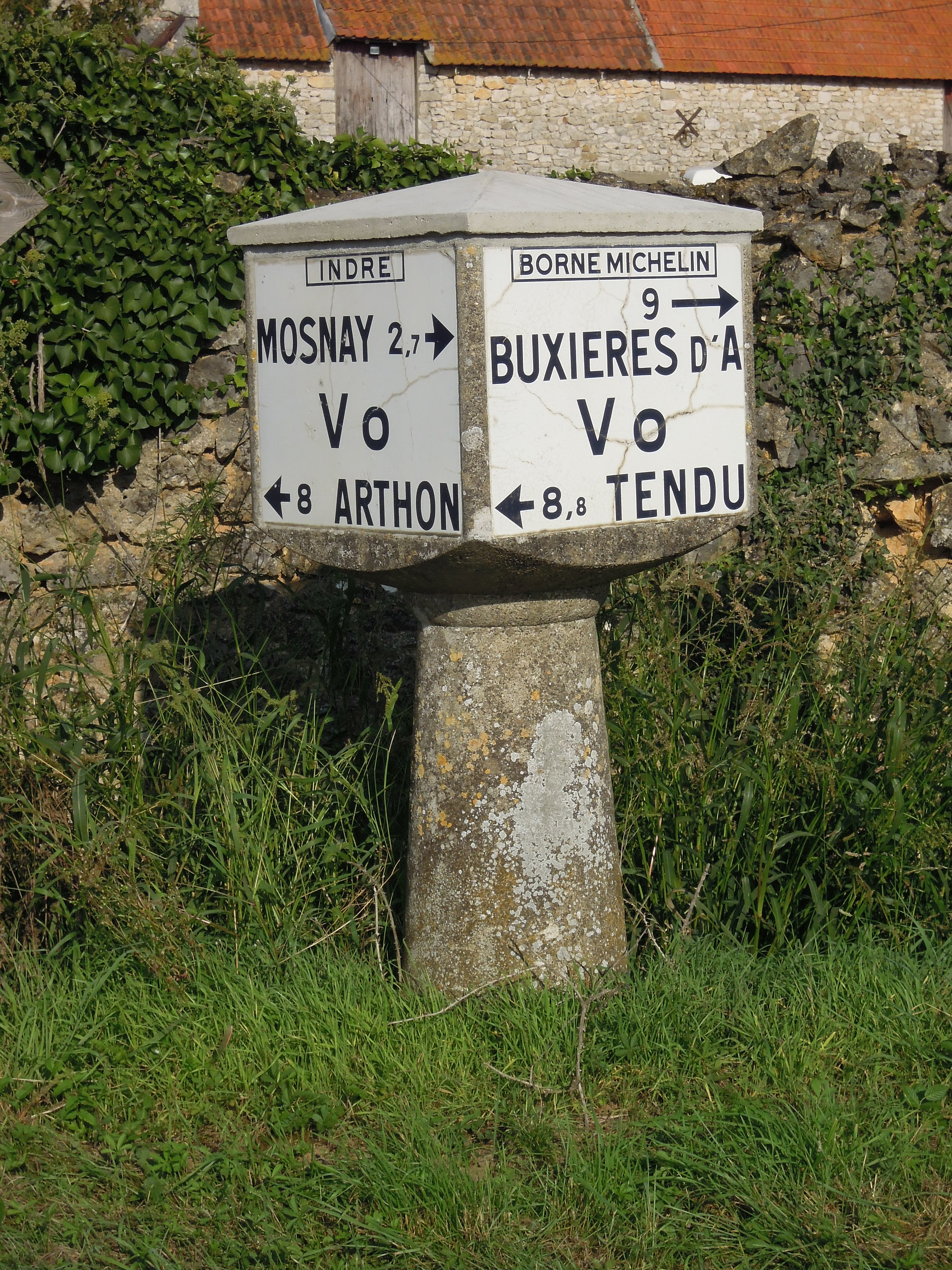
Une borne Michelin au lieu-dit Les Thomasses dans la commune de Mosnay.

### Infrastructures routières
L'autoroute A20, reliant Vierzon (vers Paris) à Limoges et Toulouse, créée à partir de la mise à 2x2 voies progressive de la route nationale 20, est le principal axe routier du département. Gratuite, elle possède de nombreux échangeurs avec le réseau local et dessert notamment Vatan, la préfecture Châteauroux et Argenton-sur-Creuse.
L'Indre ne possède pas d'autre autoroute, mais plusieurs anciennes ou actuelles routes nationales possèdent une importance régionale : elles relient Châteauroux :
- à Issoudun et Bourges (route nationale 151),
- à Châtillon-sur-Indre et Tours au nord-ouest, La Châtre et Montluçon au sud-est (route nationale 943, ex-route nationale 143),
- à Le Blanc et Poitiers (route nationale 951, ex-route nationale 151).

### Transport collectif de voyageurs
L'Indre est desservie par le réseau régional de transport routier Rémi (pour RÉseau de Mobilité Interurbaine), qui exploite une vingtaine de lignes dans le département.
Avant la reprise de la compétence par le conseil régional en 2017, le département de l'Indre organisait le réseau L'Aile Bleue.

## Transport ferroviaire

### Historique

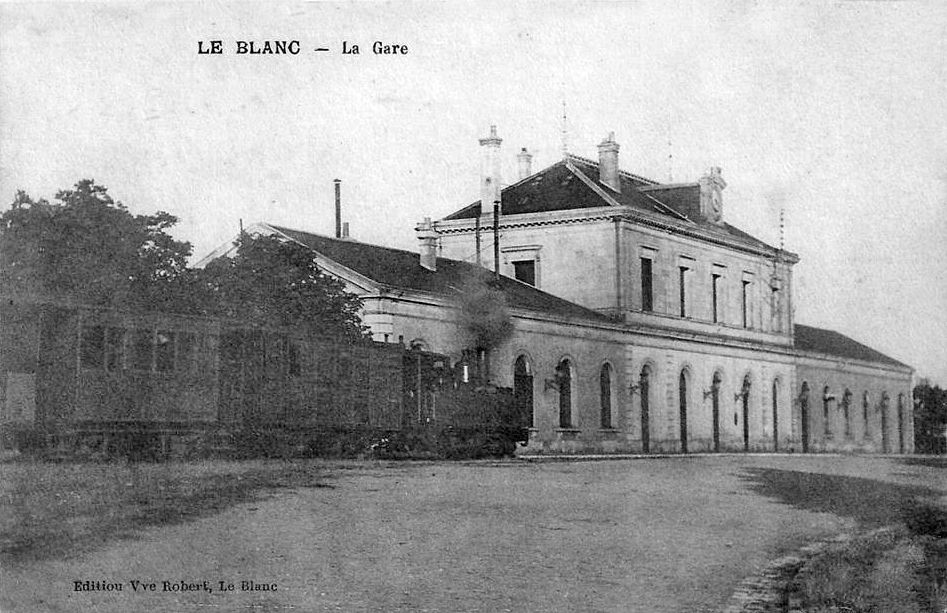
La gare du Blanc, commune au PO et aux Tramways de l'Indre, vers 1910.

La ligne de Paris à Limoges est la première ouverte dans le département, entre 1847 et 1856 ; elle restera jusqu'à nos jours le principal axe ferroviaire du département. Le réseau d’intérêt général a été développé par la Compagnie du chemin de fer de Paris à Orléans (PO), mais le réseau reste moins important que dans des départements plus industriels ou urbains. En 1900, le chemin de fer d’intérêt général atteignait Argenton-sur-Creuse, Buzançais, Châteauroux, Issoudun, Le Blanc ou encore La Châtre, mais des bourgs importants comme Aigurande, Chaillac, Valençay ou Vatan restaient éloignés du chemin de fer.
Des lignes à écartement métrique, moins onéreuses, seront donc construites au début du XXe siècle pour desservir les territoires restés isolés : sous le statut de chemins de fer d’intérêt local, exploités par les Tramways de l'Indre, mais aussi — fait rare — sous le statut de voie ferrée d'intérêt général pour le chemin de fer du Blanc-Argent. Si les premiers ferment dès les années 1930, une partie de la ligne du Blanc-Argent reste exploitée jusqu'à nos jours dans le nord du département.
La ligne des Aubrais - Orléans à Montauban-Ville-Bourbon est l'une des premières grandes radiales électrifiées en France, dès 1935 dans l'Indre. Mais parallèlement à l'amélioration des performances de cette ligne — la première parcourue à 200 km/h, par Le Capitole en 1967 — les autres lignes du département ferment les unes après les autres. Depuis 1970, il n'existe plus de desserte voyageurs dans l'Indre en-dehors du grand axe Paris-Limoges-Toulouse et du Blanc-Argent.
|                                             |
| Le réseau ferroviaire à son apogée en 1930. |

|                                     |
| Le réseau ferroviaire de nos jours. |

|                                                    |
| Carte animée de l’évolution du réseau ferroviaire. |

### Situation actuelle

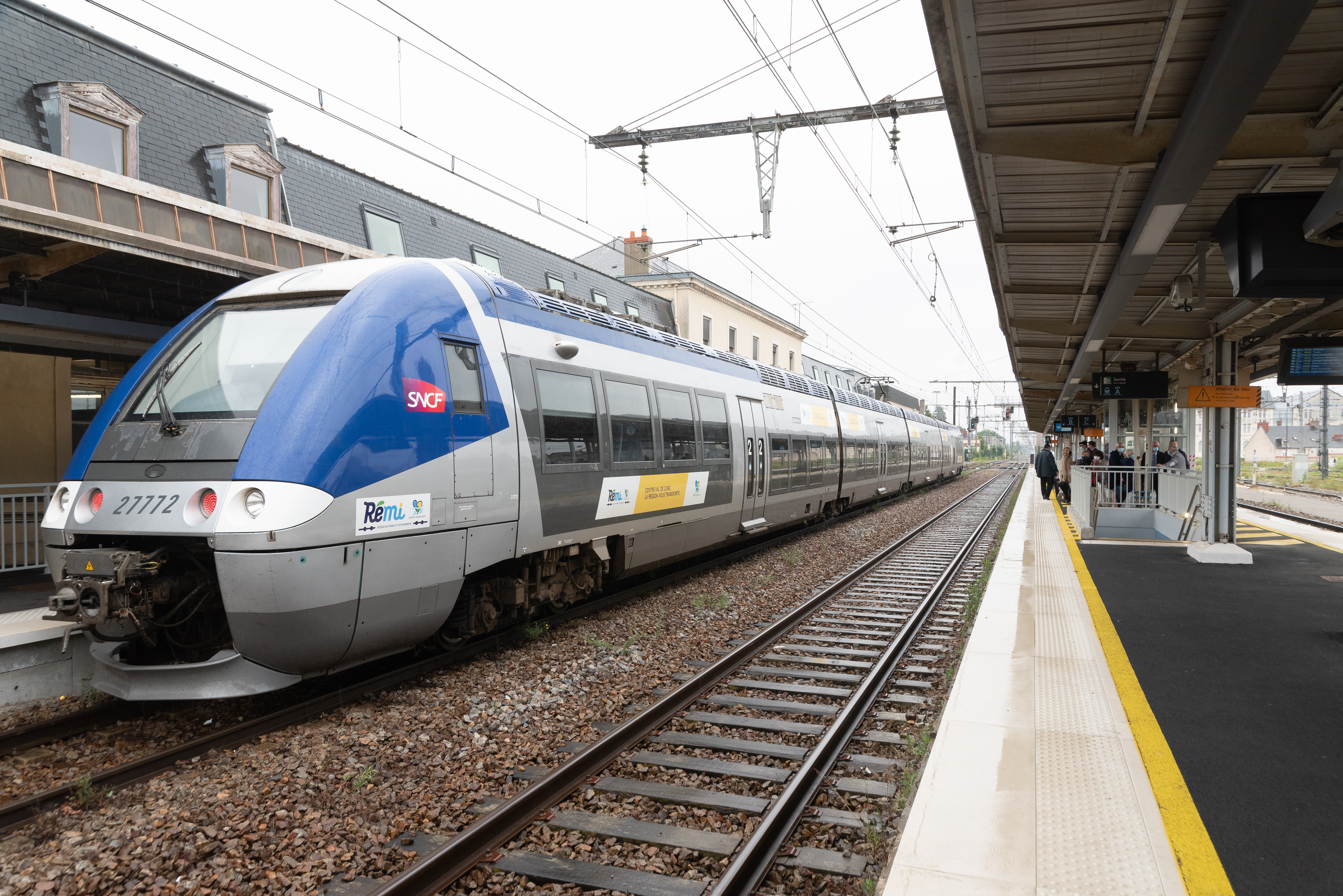
Une rame Z 27500 du TER Centre-Val de Loire en gare de Châteauroux en 2021.

La principale gare de voyageurs est celle de Châteauroux, avec une fréquentation annuelle de plus de 800 000 voyageurs en 2019, suivie par Issoudun et Argenton-sur-Creuse avec entre 150 000 et 200 000 voyageurs.
La principale (et presque unique) ligne ferroviaire du département est la ligne des Aubrais - Orléans à Montauban-Ville-Bourbon, à double voie électrifiée. Elle accueille quelques trains TER Centre-Val de Loire (Rémi) mais surtout des Intercités reliant Paris à Limoges, Brive-la-Gaillarde et Toulouse. La « ligne POLT » (son surnom), jadis l'une des plus performantes du réseau français, apparaît aujourd'hui déshéritée par rapport aux lignes à grande vitesse et à leurs prolongements : pour contrebalancer cette image, l'État a commandé en 2019 de nouvelles rames Oxygène destinées à cette ligne et SNCF Réseau est engagé depuis 2017 dans un vaste plan de modernisation de l'infrastructure.
Hormis la ligne POLT, la seule desserte voyageurs du département est assurée par le tronçon encore en activité du chemin de fer du Blanc-Argent, à écartement métrique et exploité par la Compagnie du Blanc-Argent, jusqu'à Valençay.

## Transport aérien
Si le trafic voyageurs de l'aéroport de Châteauroux-Centre se limite à quelques vols charter en saison, cet aéroport est majeur pour le trafic de fret, la maintenance aéronautique et surtout la formation des pilotes. En effet, l'ancienne base de l'US Air Force possède une piste exceptionnellement longue (3 500 m) pour un aéroport secondaire.
Des aérodromes, principalement dédiés à l'aviation légère de loisirs et de tourisme, sont présents à Argenton-sur-Creuse, Le Blanc, Châteauroux - Villers et Issoudun - Le Fay.

## Transports en commun urbains et périurbains
Châteauroux Métropole et la communauté de communes du pays d'Issoudun sont autorités organisatrices de la mobilité sur leur territoire et organisent des services de transport dans leur ressort territorial.
Le réseau Horizon dessert Châteauroux et plusieurs communes environnantes par une douzaine de lignes d'autobus. Issoudun est desservie par une ligne urbaine (TIG) et trois lignes (TIGR) assurent l'accès aux communes environnantes. Tous ces réseaux sont gratuits.

## Modes actifs
Le département est traversé par plusieurs voies vertes, véloroutes et sentiers de grande randonnée.